# Primož Prošt
Primož Prošt, slovenski rokometaš, * 14. julij 1983, Trbovlje. 
Prošt je rokometni vratar.

## Igralna kariera

### Klub

#### Do 2008 v domovini
Izhaja iz Trbovelj, kjer je igral do leta 2004 za tamkajšnji RD Rudar Trbovlje. V Trbovljah je v sezoni 2003-04 nastopal v pokalu EHF, kar so bile njegove prve mednarodne tekme. Zatem se je preselil v Velenje k RK Gorenje Velenje kjer je branil med letoma 2004 in 2008. Z Velenjčani je tri sezone nastopal v ligi prvakov, in sicer v sezonah 2004-05, 2005-06 in 2007-08. 

#### Od 2008 v tujini
Med letoma 2008 in 2011 je bil na danskem v Silkeborgu. Z njimi je leta 2010 osvojil naslov danskega prvaka in zatem v sezoni 2010-11 ponovno nastopal v ligi prvakov. Zatem se je preselil v Francijo k Montpellierju kjer je ostal dobro sezono. 
Leta 2013 je odšel v Nemčijo v Göpingen.

### Reprezentanca
Za Slovenijo je prvič branil 6. januarja 2009 med prijateljsko tekmo proti Avstriji. Zatem se je udeležil tekmovanja za Evropsko prvenstvo v rokometu 8bebv evEP 2012.
Bil je v vratih tudi na SP 2013, kjer je bil med boljšimi vratarji prvenstva in je znatno pripomogel k dotedanjemu največjemu uspehu na teh tekmovanjih, ko so bili uvrščeni na četrto mesto. V postavi je bil tudi na naslednjem Svetovnem prvenstvu, to je bilo SP 2015, ko so bili osmi. 
Za reprezentanco je zbral skupno 82 nastopov.

## Osebno

### Afera s stavami
Leta 2012, ko je bil v Montpellierju se je zapletel v afero s stavami. Bil je eden od šestnajstih obtoženih, češ da so stavili na poraz svojega kluba na tekmi v francoskem prvenstvu. Potem ko so jih pri tem dobili je zadevo priznal. Zaradi vpletenosti v afero je bil s strani kluba predčasno odpuščen. 